# Maldito amor
Maldito amor fue un programa de televisión chileno del tipo de reportaje. Era conducido por Jordi Castell y se transmitía en Chilevisión. La dirección corría a cargo de José Rodrigo Hernández Lira.
Se trataba de un programa de entrevistas a personajes famosos, en el cual el conductor sacaba fotografías, tal a su profesión de fotógrafo. Su tema principal era el de los líos amorosos de distintos personajes de la farándula local, contados a modo de historia.